# François Mouly
Pour les articles homonymes, voir Mouly.
François-Jean-Joseph Mouly, né à Clermont-Ferrand le 21 septembre 1846 et mort à Libourne le 25 octobre 1886, est un sculpteur français.

## Biographie
Né le 21 septembre 1846 à Clermont-Ferrand (section Nord), au no 39 de la rue Sainte-Claire, François Mouly est le fils de Louis Mouly, cordonnier, et de Marie Beauduy.
Après avoir étudié à l’école professionnelle de Clermont, François Mouly devient professeur de dessin au pensionnat Saint-Gilles de Moulins. Par la suite, il se rend à Paris afin d'y poursuivre sa formation dans l'atelier du sculpteur François Jouffroy.
Admis à l’École des beaux-arts le 16 octobre 1875, il y obtient notamment une 3e médaille en dessin d'ornement le 18 mai 1876. Il est demi-boursier du conseil général du Puy-de-Dôme depuis le mois d'avril 1876. Dès cette époque, il expose ses œuvres au Salon, mais il ne peut concourir pour le prix de Rome, réservé aux élèves de moins de trente ans. Au début des années 1880, Mouly est également l'élève d'Henri Chapu.
Marié à Marguerite Maison, Mouly est le père de cinq enfants. Domiciliée au no 103 de la rue de Sèvres à Paris, cette famille nombreuse ne parvient pas à vivre décemment du travail du sculpteur. Celui-ci compte alors sur une commande importante pour sortir de l'embarras. Ayant appris qu'un comité s'était formé dans sa ville natale pour élever un monument à Vercingétorix, il conçoit un modèle en plâtre d'une hauteur de plus de 3 m. Cette œuvre n'obtient cependant qu'une mention honorable au Salon de 1886. Aucune commande n'est passée à Mouly, Auguste Bartholdi étant choisi, sans concours, pour réaliser la statue du vainqueur de Gergovie.
Mouly, qui a épuisé ses dernières ressources dans ce projet, cède au désespoir. Soigné dans la famille de sa femme, à Bordeaux, il tente plusieurs fois de suicider puis, interné, parvient à s'échapper. Le 25 octobre 1886, son corps est finalement découvert à Libourne sur la voie publique, rue du Temple.
Son Monument à Vercingétorix fut exécuté à titre posthume en fonte de fer bronzée puis en bronze pour les villes de Gien (1887) et de Bordeaux (1890).

## Œuvres
- Saint Gilles (avec sa biche), groupe, pensionnat Saint-Gilles de Moulins. La maquette de ce groupe a été acquise par la Société d'émulation du Bourbonnais dans les années 1920[3].
- Portrait de Frère Asclépiade, directeur du pensionnat Saint-Gilles, dans son cabinet de travail, tableau et cadre en bois sculpté, parloir du pensionnat Saint-Gilles de Moulins[3].
- Portail de la chapelle du Bon-Pasteur de Moulins représentant saint Pierre et saint Jean[8]
- M. l'abbé Maison (curé de Billom), Salon de 1876, buste en plâtre, éditions aux musées de Clermont-Ferrand et Riom[4].
- Henri Lecoq, naturaliste, Salon de 1877, buste en plâtre[9].
- Henri Lecoq, naturaliste, Salon de 1878, buste en marbre, Clermont-Ferrand, muséum d'histoire naturelle Henri-Lecoq (don de l’État)[9].
- M. Berthon, Salon de 1878, buste en plâtre teinté[9].
- Jeune faune (ou Faune dansant), Salon de 1880, statue en plâtre, acquise par l’État pour 1 800 francs[9].
- Une part à deux, Salon de 1881, étude en plâtre[9].
- Portrait de Mme Claudia M., Salon de 1882, médaillon en terre cuite[9].
- Jeune faune (ou Faune dansant), Salon de 1883, statue en bronze, Clermont-Ferrand, musée d'art Roger-Quilliot[9].
- La Légende de l'étang, Salon de 1883, statue en plâtre[9].
- M. Richard, du Cantal, Salon de 1883, buste en bronze[9].
- M. Maurice B., Salon de 1883, buste en marbre[9].
- M. le docteur Bouchut, Salon de 1883, buste en plâtre[9].
- M. le docteur Bouchut, Salon de 1884, buste en bronze, 80 cm, fondu par Ferdinand Barbedienne, après 1891 à Paris au cimetière du Montparnasse (11e division)[9].
- La Légende de l'étang, Salon de 1884, statue en marbre[9].
- Mme Guillou, née Laffont, 1884, médaillon en marbre, 30 cm, Paris, cimetière du Père-Lachaise (41e division)[9].
- Portrait du jeune Paul Chapot, Salon de 1885, buste en plâtre[9].
- Monument à Vercingétorix, 1886, esquisse, localisation inconnue[9].
- Monument à Vercingétorix, Salon de 1886, modèle en plâtre, 360 cm, réductions éditées en bronze par Ch. Gauthier[9].
- Monument à Vercingétorix, Salon de 1887, fonte de fer bronzée coulé par la fonderie de Tusey, érigé à Gien le 18 septembre 1887 dans la cour de la mairie[10] (déplacé à plusieurs reprises, ce monument a été récemment installé au carrefour de l'avenue du Maréchal Leclerc et de la rue Thiers).
- Monument à Vercingétorix, 1890, bronze, Bordeaux, allées Damour (actuelle place des Martyrs-de-la-Résistance), œuvre détruite en 1942[9] (c'était la copie exacte du monument de Gien).
- Coquelin cadet, buste en plâtre, donné par M. Doniol au musée Mandet de Riom en 1893[11].
- Calvé Souprayachettiar, buste en bronze, Pondichéry, collège Calvé[4].
- Claude Bernard, médaillon en marbre (acheté par l’État)[4].
- M. Laussedat, buste[4].
- M. le sénateur Corbon, buste[4].

Œuvres de François Mouly
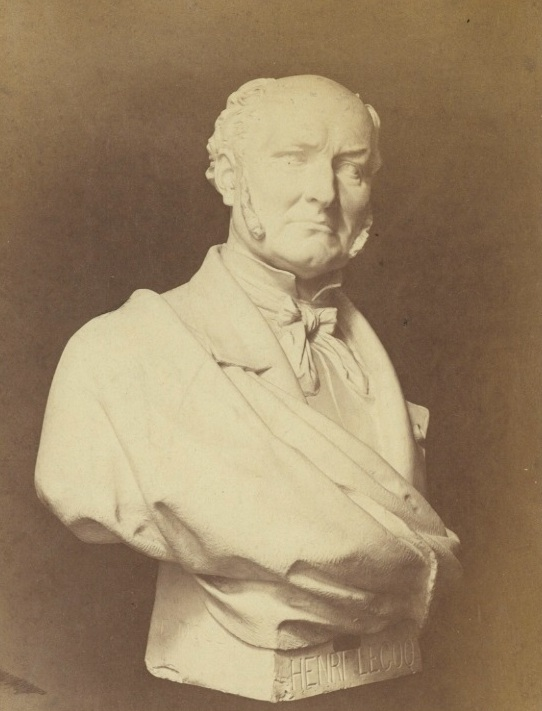
Henri Lecoq (Salon de 1877).
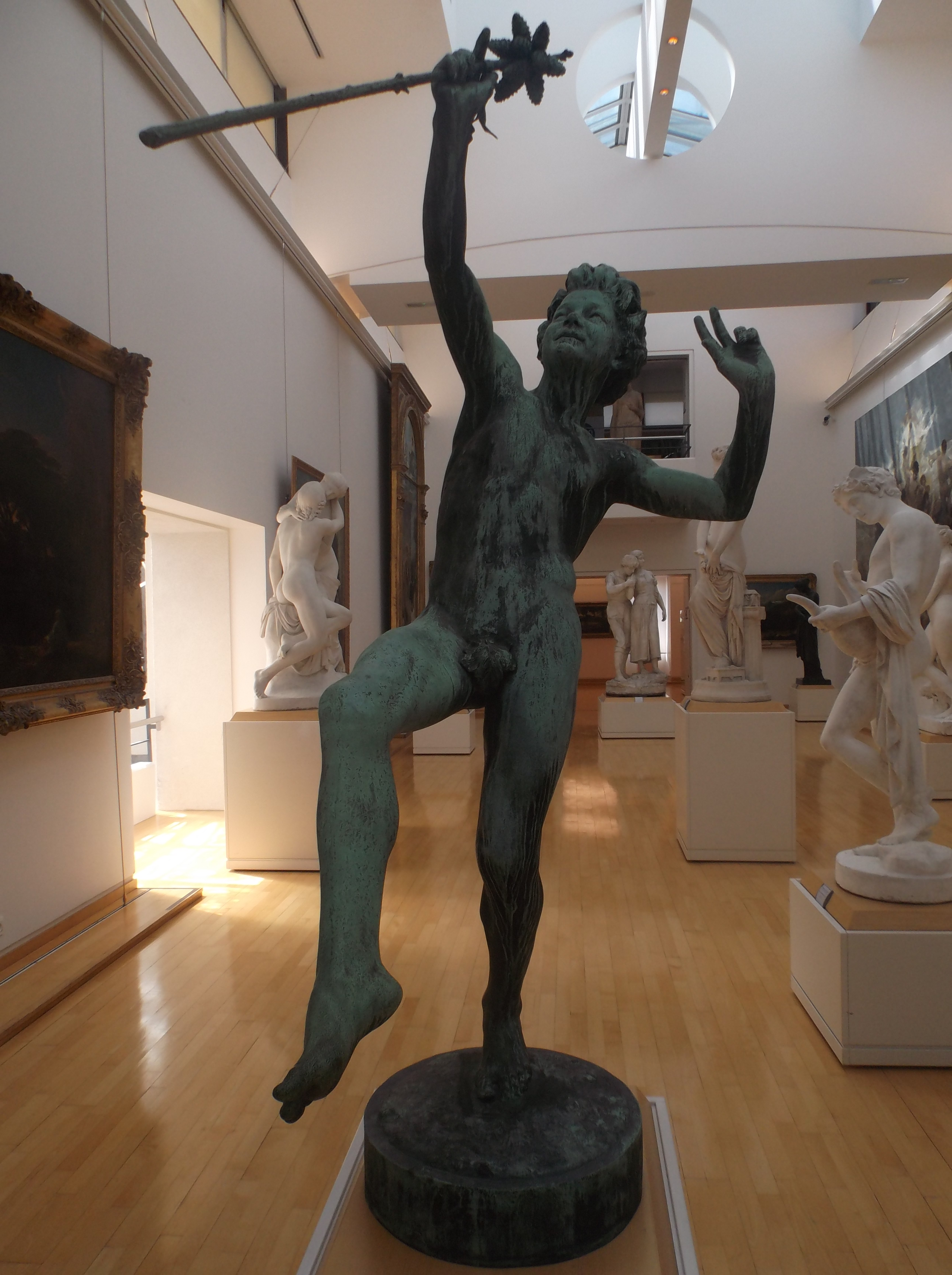
Faune dansant (1883), Clermont-Ferrand, musée d'art Roger-Quilliot.
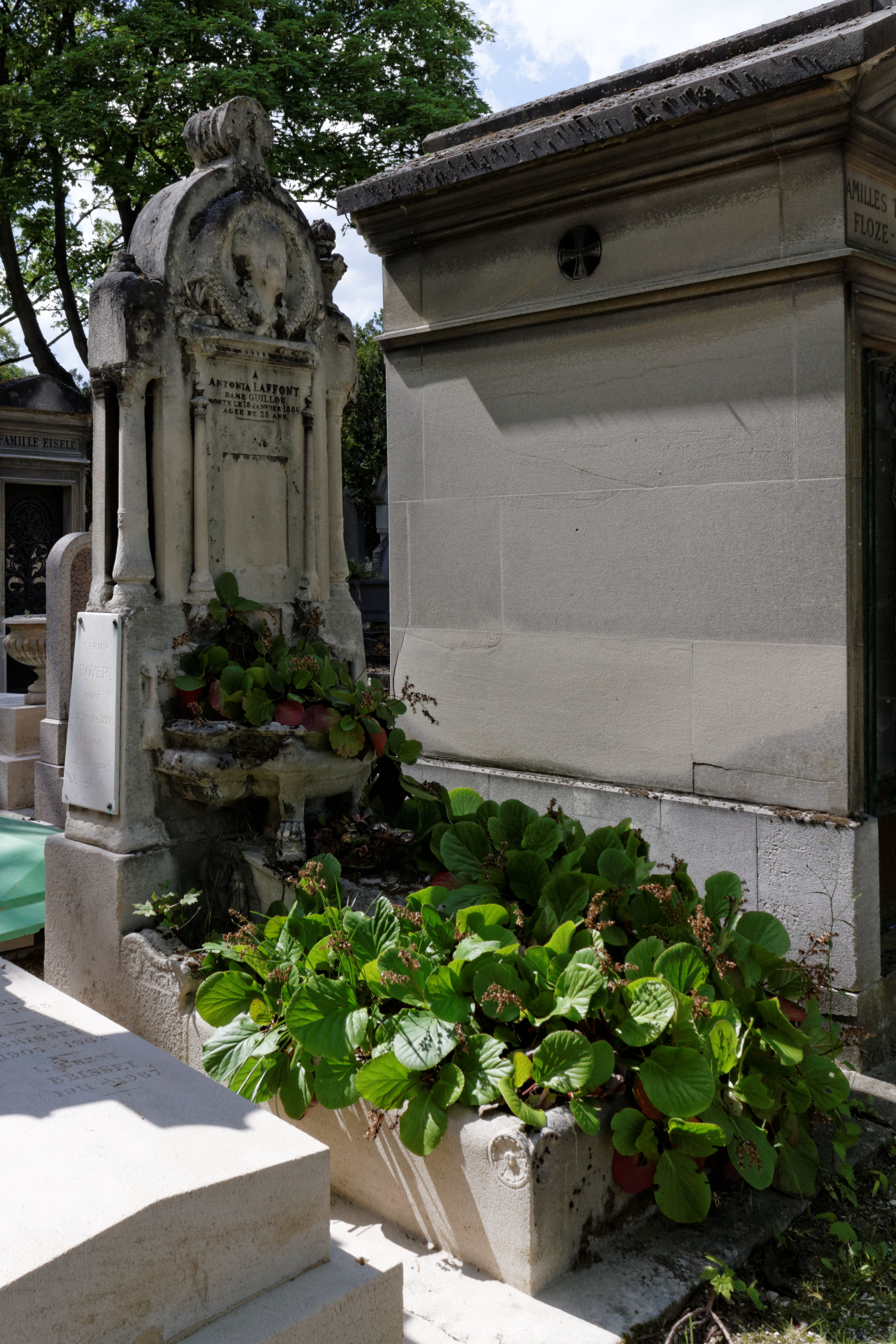
Stèle d'Antonia Guillou, née Laffont (1884), Paris, cimetière du Père-Lachaise.
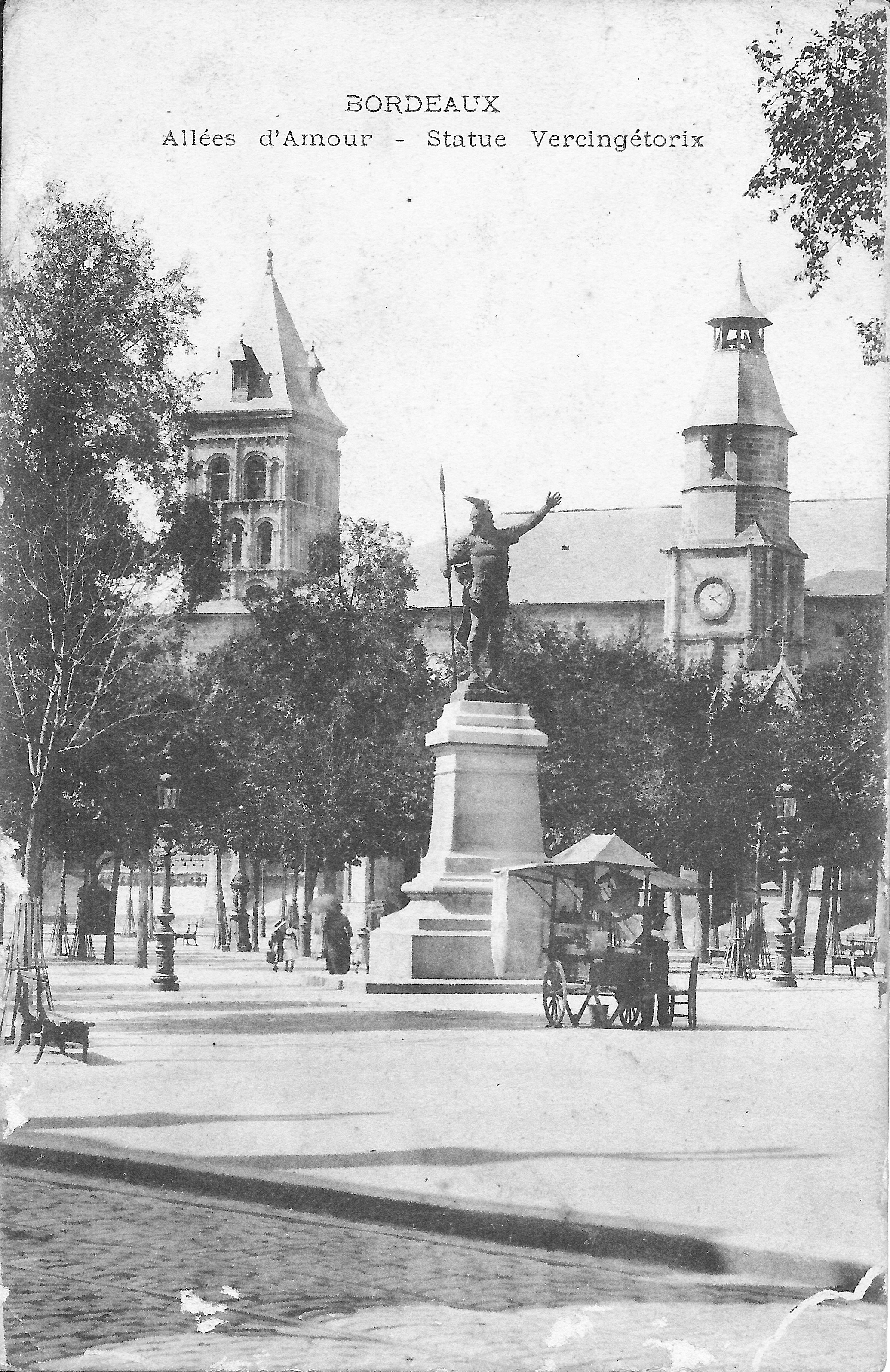
Monument à Vercingétorix (1890), Bordeaux.